# اگودادووا
اگودادووا (به لاتین: Egodaduwa) یک منطقهٔ مسکونی در سری‌لانکا است که در استان جنوبی (سری‌لانکا) واقع شده‌است.